# NGC 3590
NGC 3590 (również OCL 852 lub ESO 129-SC14) – gromada otwarta znajdująca się w gwiazdozbiorze Kila. Jest oddalona o ok. 7500 lat świetlnych. Składa się z kilkudziesięciu luźno ze sobą związanych grawitacyjnie gwiazd, a jej wiek szacowany jest na 35 milionów lat. Odkrył ją John Herschel 4 lutego 1835 roku.